# 蓬萊駅 (江若鉄道)
蓬萊駅（ほうらいえき）は、かつて滋賀県滋賀郡志賀町大字八屋戸（現在の大津市八屋戸）にあった江若鉄道の駅（廃駅）。

## 歴史
当駅は1926年（大正15年）、江若鉄道の和邇駅から近江木戸駅までの区間の開通に合わせて比良口駅（ひらぐちえき）として開業した。開業より当駅は蓬萊山を経由する比良山地への登山口たる駅と位置付けられていて、駅名は1941年（昭和16年）に蓬萊駅に改称された。
1965年（昭和40年）には蓬萊山にスキー場を主とする娯楽施設のサンケイバレイ（1968年にびわ湖バレイに改称）がオープン、蓬萊駅はその最寄り駅としての性格も有するようになった。当駅からサンケイバレイの麓までは連絡バスが運行し、江若鉄道と連絡バス、それに場内の輸送施設である「動く登山路」カーレーターとの連絡切符も発売されていた。
江若鉄道は1969年（昭和44年）10月31日をもって営業を終了し、当駅も翌11月1日に廃止された。

### 年表
- 1926年（大正15年）4月11日：江若鉄道の和邇 - 近江木戸間の延伸に伴い、比良口駅として滋賀郡木戸村に開業[7][8]。
- 1941年（昭和16年）：蓬萊駅に改称[7]。
- 1965年（昭和40年）：沿線にサンケイバレイが開業[3]。
- 1969年（昭和44年）11月1日：駅廃止[7]。

## 駅構造
蓬萊駅は旅客と貨物の取り扱いを行うことができた一般駅。ホームは線路の片側に1面のみ配される（単式ホーム）。当初は列車交換が可能な駅だったが、側線が撤去された結果列車交換ができない棒線駅になった。
サンケイバレイの最寄り駅であったことから、駅構内には宣伝用の小旗が多く掲げられていた。駅は高台にあり、改札口越しには琵琶湖を望むことができた。
駅名は「蓬萊」と表記するのが正しいが、ホームや駅舎に掲げられていた駅名標では「蓬莱」という表記も用いられた。
| ← 浜大津 方面                   | 蓬莱駅 配線略図 | → 近江今津 方面 |
| 凡例 出典: 破線は撤去された配線 |                 |                 |

## 利用状況
初期の年間乗降客数・貨物取扱量の状況は以下の通り。
| 年間の旅客および貨物の取扱量 | 年間の旅客および貨物の取扱量 | 年間の旅客および貨物の取扱量 | 年間の旅客および貨物の取扱量 | 年間の旅客および貨物の取扱量 | 年間の旅客および貨物の取扱量 |
| 年                           | 旅客                         | 旅客                         | 貨物                         | 貨物                         | 出典                         |
| 年                           | 乗車                         | 降車                         | 発送                         | 到着                         | 出典                         |
| ---------------------------- | ---------------------------- | ---------------------------- | ---------------------------- | ---------------------------- | ---------------------------- |
| 1931年                       | 14,541人                     | 14,702人                     | 195トン                      | 339トン                      | [ 14 ]                       |
| 1934年                       | 14,850人                     | 15,384人                     | 368トン                      | 110トン                      | [ 15 ]                       |
| 1935年                       | 14,627人                     | 15,042人                     | 84トン                       | 129トン                      | [ 16 ]                       |
| 1936年                       | 16,100人                     | 16,372人                     | 53トン                       | 131トン                      | [ 17 ]                       |

## 駅周辺
駅の周りは木に覆われていた。比良山地の山々が迫り、山上に向かって伸びるサンケイバレイのカーレーターは車窓からも見ることができた。なおカーレーターについては、当駅廃止後の1975年（昭和50年）に廃止されている。
駅のあった場所は、江若鉄道の廃線後に開業した湖西線の蓬萊駅に重なる。当駅付近の線路跡には湖西線が通っていて、駅の痕跡は残されていない。

## 隣の駅
江若鉄道
江若鉄道線
和邇駅 - 蓬萊駅 - 近江木戸駅
- 当駅と近江木戸駅との間には、天井川の木戸川をくぐる木戸川トンネルがあった。